# Paul Bermondt-Avalov

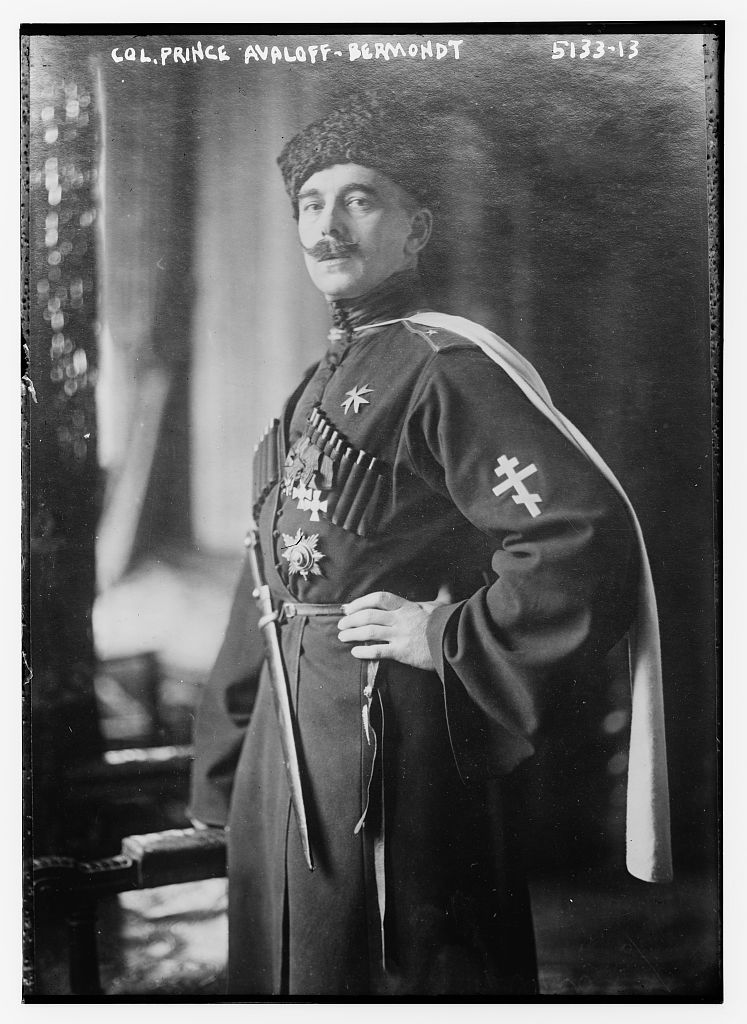

Paul  Michailovitj Bermondt-Avalov, född 4 mars 1881 och död 27 januari 1974 i New York, var en rysk militär.
Han hette ursprungligen Bermondt, men kallade sig efter adoption för Bermondt-Avalov, och deltog som kosackofficer i rysk-japanska kriget. Under första världskriget var han ryttmästare vid ett kavalleriregemente. Vid ryska revolutionens utbrott låg Bermondt i Rovno (dagens Rivne), varifrån han i mars 1918 begav sig till Tyskland, där han uppsatte en friskara, med vilken han 1918 övergick till Kurland för att bekämpa bolsjevikerna. Här samarbetade han med Rüdiger von der Goltz och blev i september samma år general och överbefälhavare för den tysk-ryska frivilliga västarmén. Efter sitt anfall på Riga i oktober kom Bermondt i konflikt med Nikolaj Judenitj och ententemakterna och tvingades 23 november att lämna Mitau och ta sin tillflykt till Tyskland.
Bermondt har utgett Im Kampf gegen den Bolschevismus (1925).